# Xu Yan
Xu Yan (chiń. upr. 许岩; chiń. trad. 許岩; pinyin Xǔ Yán; ur. 4 listopada 1981) – chińska judoczka, brązowa medalistka olimpijska.
Największym sukcesem zawodniczki jest brązowy medal igrzysk olimpijskich w Pekinie w kategorii do 57 kg.